# Danielle (prénom)
Pour les articles homonymes, voir Danielle et Daniela.
Cette page présente le prénom Danielle ainsi que ses variantes.
Danielle est un prénom féminin utilisé notamment en français et en anglais. Ses principales variantes sont Danièle en français et Daniela en allemand, italien et espagnol.

## Origine et fête
Le prénom Danielle est d'origine hébraïque comme son équivalent masculin Daniel qui vient des racines dan signifiant « juge » et El signifiant « Dieu ».
Les Danielle sont fêtées le 21 juillet ou le 17 décembre (saint Daniel, prophète du VIIe siècle av. J.-C.) ou le 11 décembre (saint Daniel le Stylite, Ve siècle).

## Variantes linguistiques
- en allemand : Daniela[2]
- en anglais : Danielle, Daniela[2]
- en espagnol : Daniela[2]
- en français : Danielle, Danièle
- en hongrois : Daniella, Daniela[2]
- en italien : Daniela[2]

## Personnalités
Pour les articles sur les personnes portant ce prénom, consulter les listes générées automatiquement pour Daniela, Danièle, Daniella ou Danielle.